# Интернет в Эфиопии
Интернет в Эфиопии находится ещё на крайне низком уровне развития. Всего в Эфиопии насчитывается немногим более 160 000 пользователей компьютером. А общее количество компьютеров в 2005 году составило около 230 000 штук, что при населении в 75 млн жителей дает в среднем 3 компьютера на 1000 жителей, что является одним из самых низких показателей не только в Африке, но и во всем мире.

## Беспроводные технологии
Если развитие модемной интернет связи получило хоть какое-то распространение в крупных городах Эфиопии, то услуги беспроводного доступа в интернет практически нигде не предоставляются. Только в крайне ограниченных местах в столице — Аддис-Абебе можно получить такую услугу как Wi-Fi.

## Развитие интернета в стране
Считается, что одна из причин бедности — недостаток информации. Именно поэтому правительство Эфиопии ведет программу интернетизации бедного населения страны. В качестве аргументов «за» приводится множество доводов:
- через интернет возможно проводить дистанционное обучение;
- посредством интернета возможно проводить медицинские консультации, для повышения качества медицинского обслуживания;
- развитие интернета способствует увеличению интернет-торговли и т. д.